# بنو نمری (یمن)
 بنو نمری  به عربی ( بنو النّمری )، در عزلهٔ (الأحروج)، در ناحیهٔ (الحمجة الداخلیة)، از توابع استان شبوه در کشور یمن در شبه جزیره عربستان است. 
جمعیت آن ۴۱۰ نفر (۱۶ خانوار) می‌باشد.